# Эггум, Ян
Ян Эггум — норвежский автор-исполнитель, композитор, гитарист. Творческую карьеру исполнитель начал в 1975 году, репертуар Яна Эггума состоит из лирических композиций.

## Биография
Ян Эггум родился 8 декабря 1951 года в норвежском городе Бергене. Свою карьеру певец начал в 1975 году в Лондоне, зарабатывая себе на жизнь сочинением и исполнением песен на английском языке. Одна из его известных песен «En natt forbi» изначально была написана на английском и носила название «Alone, Awake».
В том же, 1975 году, Эггум заключил контракт с норвежской звукозаписывающей компанией CBS и осенью выпустил свой дебютный альбом «Trubadur». В 1977 году после выхода третьего альбома «Heksedans» к певцу пришла известность. Также альбом принёс Эггуму норвежскую награду «Spellemannsprisen». После этого прорыва Эггум стал одним из самых известных норвежских исполнителей и выступал на сцене как с сольными композициями, так и в дуэте с такими исполнителями, как Халфдан Сиверстен (норв. Halvdan Sivertsen) и Лильбьёрн Нильсен (норв. Lillebjørn Nilsen).

## Дискография

### Альбомы
- 1975: Jan Eggum
- 1976: Trubadur
- 1977: Heksedans
- 1979: En natt forbi
- 1979: En sang fra vest
- 1980: 5 år med Jan Eggum — 14 utvalgte sanger
- 1982: Alarmen går
- 1985: E.G.G.U.M.
- 1990: Da Capo
- 1991: Underveis
- 1993: Nesten ikke tilstede
- 1994: Mang slags kjærlighet
- 1997: Dingli bang
- 1999: Deilig
- 2001: Ekte Eggum
- 2002: President
- 2004: Alle gjør det
- 2005: 30/30
- 2007: Hjerteknuser

### Песни
- 1979: En sang fra vest / Kort opphold
- 1981: Alarmen går / Vest for Voss
- 1984: En helt ny dag / Sommeren nytes best om vinteren
- 1988: Utenfor

### С другими исполнителями
- 1978: VisFestivalen Västervik 1978
- 1980: Norske viser i 70-åra
- 1985: Sammen for livet
- 1988: Utenfor/Naken hud
- 1989: Gitarkameratene
- 1990: Typisk norsk
- 1992: Æ — en tribute til Åge Aleksandersen
- 1992: 1. klasse
- 1998: Det beste av norsk musikk 1978—1980
- 1999: Solide saker — en hyllest til Dumdum Boys
- 2000: En annen sol
- 2000: Norske viseperler
- 2002: Antons villfaring
- 2003: Gull i fra grønne skoger: Vidar Sandbeck
- 2004: Trist og fint
- 2004: Norsk rocks historie vol. 5: Viserock (1969—1977)
- 2005: Venn

### Конкурс песни Евровидение
- 1988: Deilige Drøm — занял десятое место в финале конкурса